# Beilschmiedia microcarpa
Beilschmiedia microcarpa là loài thực vật có hoa trong họ Nguyệt quế. Loài này được Sach.Nishida mô tả khoa học đầu tiên năm 2006.